# Alexandre Hay

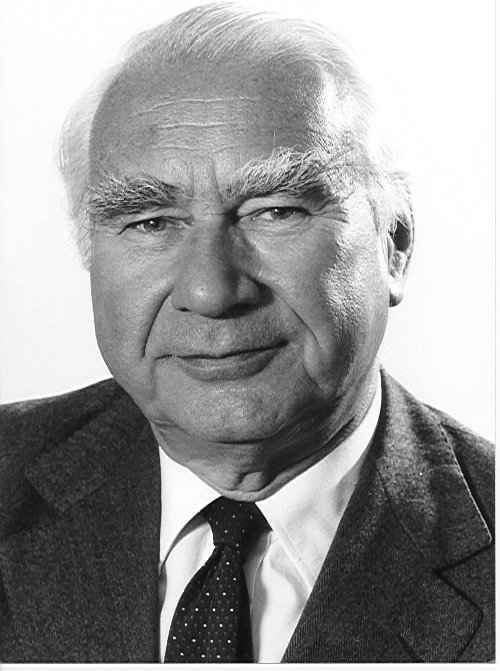
Alexandre Hay

Alexandre Hay (* 29. Oktober 1919 in Bern; † 23. August 1991 in Genf) war ein Schweizer Jurist. Von 1966 bis 1976 war er Vizepräsident des Direktoriums der Schweizerischen Nationalbank. Anschliessend wurde er für die Jahre 1976 bis 1987 Präsident des Internationalen Komitees des Roten Kreuzes (IKRK).

## Leben
Hay wurde am 29. Oktober 1919 als Sohn von Frédérik und Lydia Hay-Trachsler in Bern geboren. Den grössten Teil seiner Jugend verbrachte er im politisch gespannten Vorkriegsklima in Genf. Dort studierte er Jurisprudenz am Collège de Genève und bestand 1944 die Anwaltsprüfung. Von 1942 bis 1945 war er als Rechtsanwalt in Genf tätig.
1945 begann Hay für den diplomatischen Dienst des Eidgenössischen Departements für auswärtige Angelegenheiten (EDA) in Paris zu arbeiten, ein Jahr später wurde er zum Attaché de légation, 1948 zum Legationssekretär II. Klasse befördert. In dieser Funktion war er für wirtschaftliche und finanzielle Fragen in Paris verantwortlich.
1952 wurde Hay für das Direktionskomitee der Europäischen Zahlungsunion vorgeschlagen. Ein Jahr später wechselte er als Abteilungsleiter in die Zürcher Filiale der Schweizerischen Nationalbank. Von 1955 bis 1966 war er Direktor und Assistent des Leiters der zweiten Abteilung der Bank in Bern. Von 1966 bis 1976 gehörte er als Vizepräsident und Generaldirektor des Direktoriums zum Vorstand der Bank.
Verheiratet war Hay seit 1945 mit der Französin Hélène Morin, mit der er zwei Söhne und zwei Töchter hatte. Nach dem Tod seiner Frau im Jahr 1973 heiratete er 1980 in zweiter Ehe Verena Vogler.

## IKRK-Präsidentschaft
1975 wurde Hay Mitglied des Internationalen Komitees vom Roten Kreuz (IKRK). Ein Jahr später übernahm er ab dem 1. Juli 1976 als Präsident des Komitees die Nachfolge von Eric Martin. Bis zum Ende des Jahres teilte er dabei wie Martin die Führungsverantwortung mit Roger Gallopin, dem Präsidenten des Versammlungsrates, bevor er auch diese Funktion übernahm. Damit endete die ungewöhnliche De-facto-Doppelpräsidentschaft, die mit der Trennung dieser beiden Positionen durch die Wahl Martins und Gallopins im Jahr 1973 begonnen hatte.

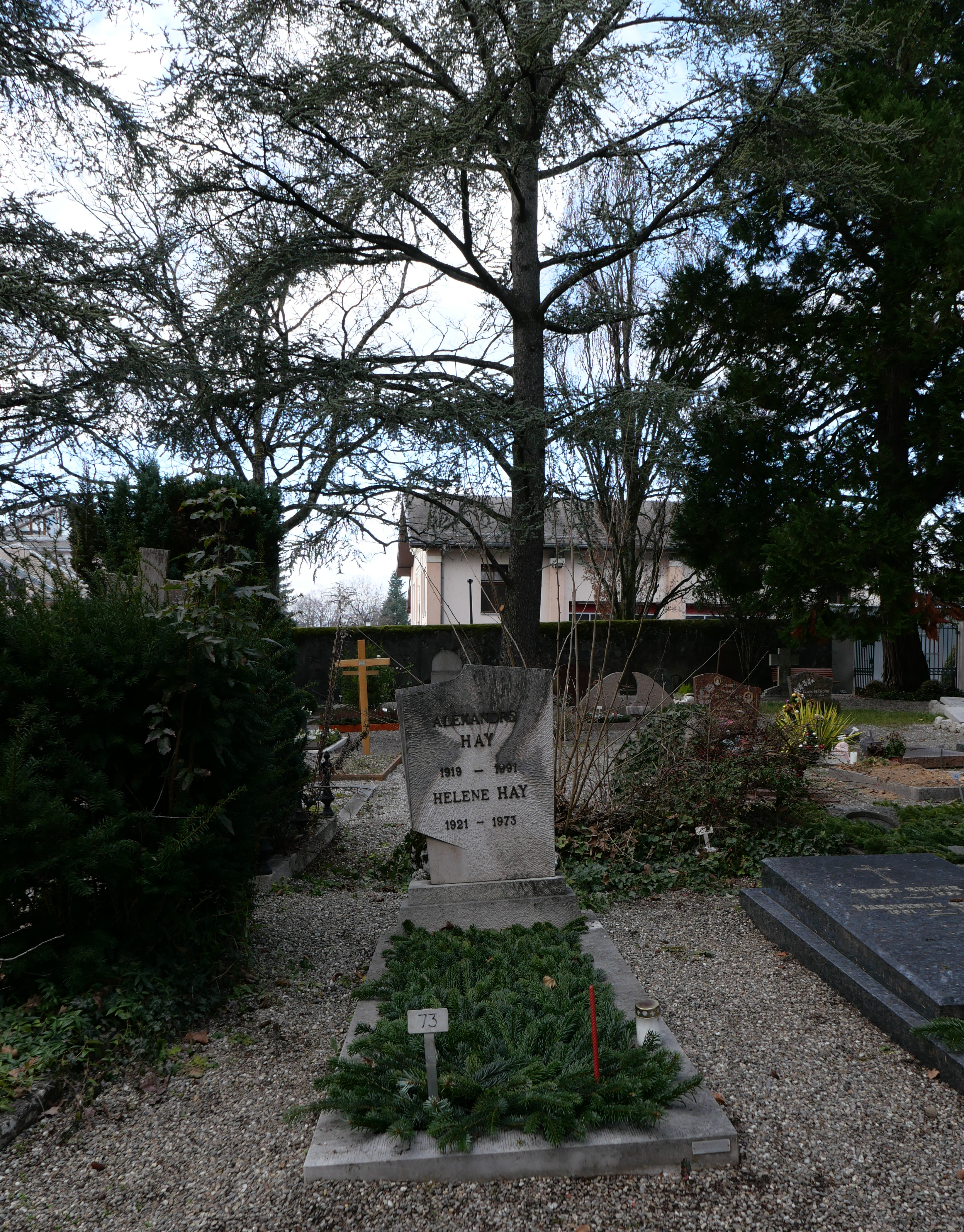
Das Grab von Hay und seiner Frau Hélène (1921–1973) auf dem Friedhof von Chêne-Bougeries

Während seiner elfjährigen Präsidentschaft stieg das Budget des IKRK von 50 Millionen auf 250 Millionen Schweizer Franken, die Zahl der Mitarbeiter und Delegierten verdreifachte sich. Diese Entwicklung ist zu einem wesentlichen Teil auch darauf zurückzuführen, dass die Zahl und Dauer von bewaffneten Konflikten in dieser Zeit ständig zunahmen. Erschwerend für die Arbeit des IKRK kam hinzu, dass vermehrt auch Kriegspraktiken angewandt wurden, die den Genfer Konventionen und anderen Bestimmungen des humanitären Völkerrechts widersprachen.
In seine Amtszeit fällt die Evakuierung von 250'000 Flüchtlingen von Kambodscha nach Thailand im Jahr 1984. Rückblickend musste Hay für die Zeit seiner Präsidentschaft darüber hinaus aber auch zunehmende Unterschiede zwischen den Zusagen der an den Konflikten beteiligten Staaten und ihren tatsächlichen Handlungen konstatieren. Hierzu zählt beispielsweise auch der Einsatz von chemischen Waffen im Krieg zwischen dem Iran und dem Irak von 1980 bis 1988, obwohl beide Staaten Vertragsparteien des Genfer Protokolls von 1925 über das Verbot der Verwendung solcher Waffen waren. Diesbezügliche wiederholte Proteste durch Hay führten jedoch zu keinen nennenswerten Ergebnissen.
Hay trat während seiner Tätigkeit für eine offene Informationspolitik des IKRK ein, um auf diese Weise zur Verbreitung des humanitären Völkerrechts beizutragen. Eine weitere Besonderheit seines Wirkens war ein besonders ausgeprägtes Interesse an guten Kontakten zu den nationalen Rotkreuz- und Rothalbmond-Gesellschaften, das vor allem in regen Reise- und Besuchsaktivitäten zum Ausdruck kam.
Sein Nachfolger im Amt des IKRK-Präsidenten wurde Cornelio Sommaruga, der das Amt im Mai 1987 antrat. Hay blieb noch bis 1989 Mitglied im IKRK und übernahm in dieser Zeit noch einige Missionen für das Komitee.

## Auszeichnungen
- Ehrendoktortitel der Universität St. Gallen
- Ehrendoktortitel der Universität Genf
- Companion des Order of Australia 1990

## Veröffentlichungen (Auswahl)
- Die Tätigkeit der OCDE. Referat. Verband Schweizerischer Holding- und Finanzgesellschaften, Zürich 1962.
- Le recours des pouvoirs publics au marché des capitaux. Exposé. Finanzdirektion des Kantons Zug, Zug 1971 (= Finanz- und steuerpolitische Mitteilungen. Band 4).